# St-Crépin-St-Crépinien (Rannée)

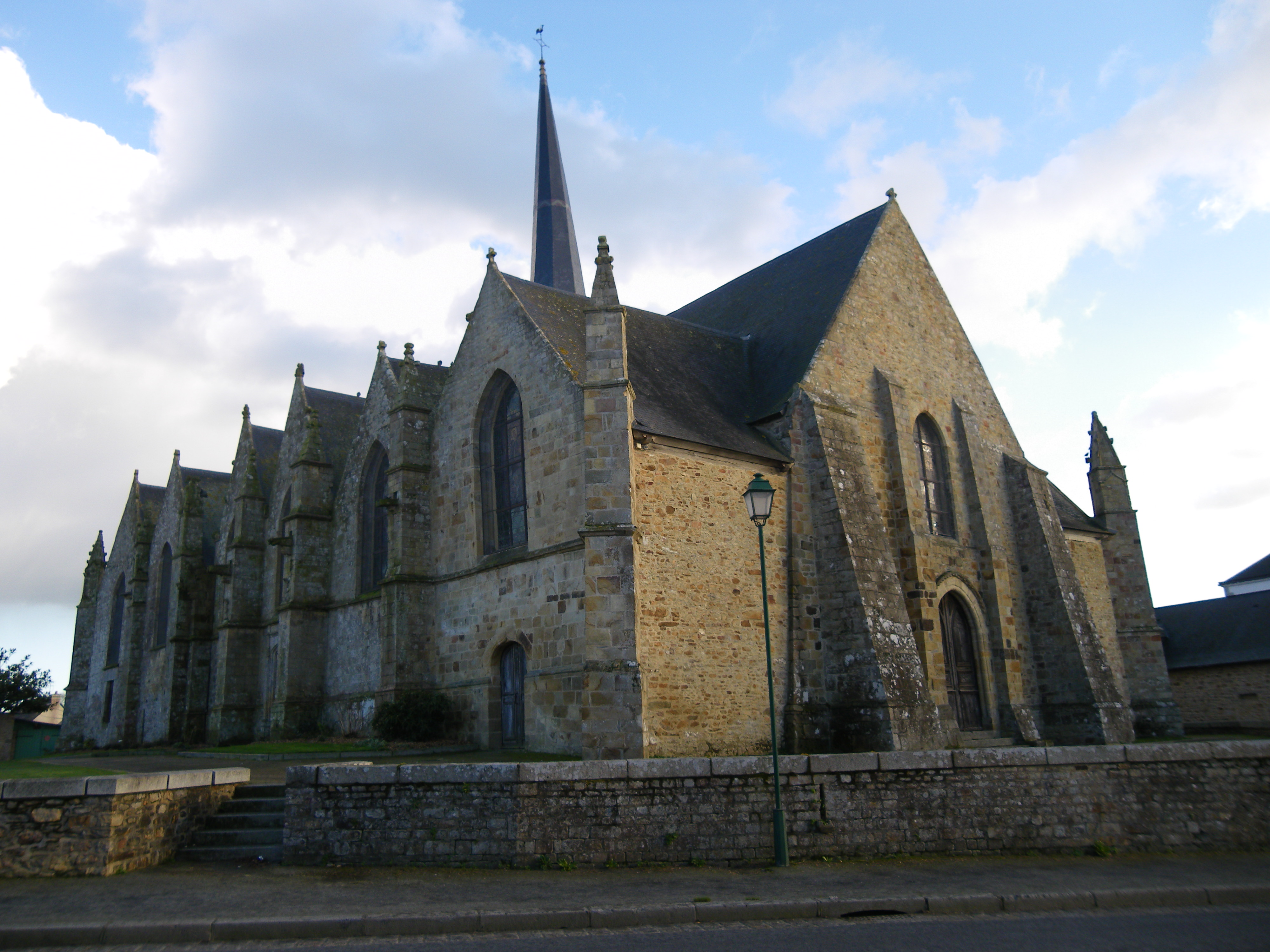
Kirche St-Crépin-St-Crépinien in Rannée

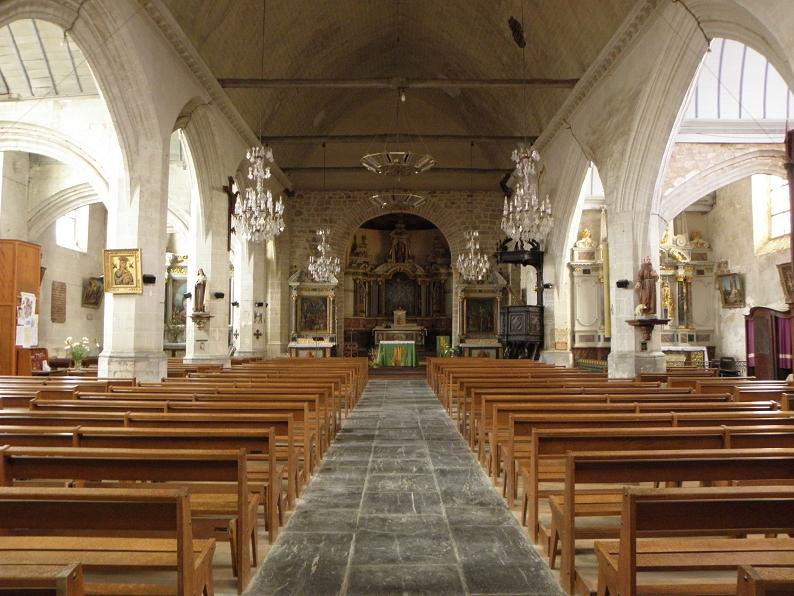
Innenansicht

Die katholische Kirche St-Crépin-St-Crépinien in Rannée, einer französischen Gemeinde im Département Ille-et-Vilaine in der Region Bretagne, wurde im 12. Jahrhundert an der Stelle eines abgebrannten Vorgängerbaus errichtet. Die den Heiligen Crispinus und Crispinianus geweihte Pfarrkirche ist seit 1974 als Monument historique klassifiziert.

## Architektur
Die Pfarrei in Rannée existierte bereits im 10. Jahrhundert. Der dreischiffige Bau aus Bruchsteinmauerwerk besitzt einen Turm an der Südostecke. Aus der Zeit der Romanik ist das westliche Portal, die halbrunde Apsis und der Unterbau des Turmes erhalten. Die anderen Teile der Kirche wurden im 16./17. Jahrhundert neu errichtet. 
Die flachen Strebepfeiler gehen teilweise bis zum Dach, andere sind abgeschrägt. Der Apsis, mit teilweise zugemauerten hohen Fenstern, geht ein Chorjoch voraus, dessen Fenster später verändert wurden. An der Westfassade rahmen zwei flache Strebepfeiler das Portal. Der Bogen des Portals ist leicht zugespitzt und mit zwei Bändern verziert, die unten in kleinen Sockeln enden. Über dem Portal befindet sich ein ebenfalls leicht zugespitztes Fenster. 
Im Inneren wird das gotische Kirchenschiff durch einen romanischen Triumphbogen vom Chor abgetrennt. Der Innenlauf ruht auf Halbsäulen mit stumpfförmiger Basis und skulptierten Kapitellen. 

## Ausstattung

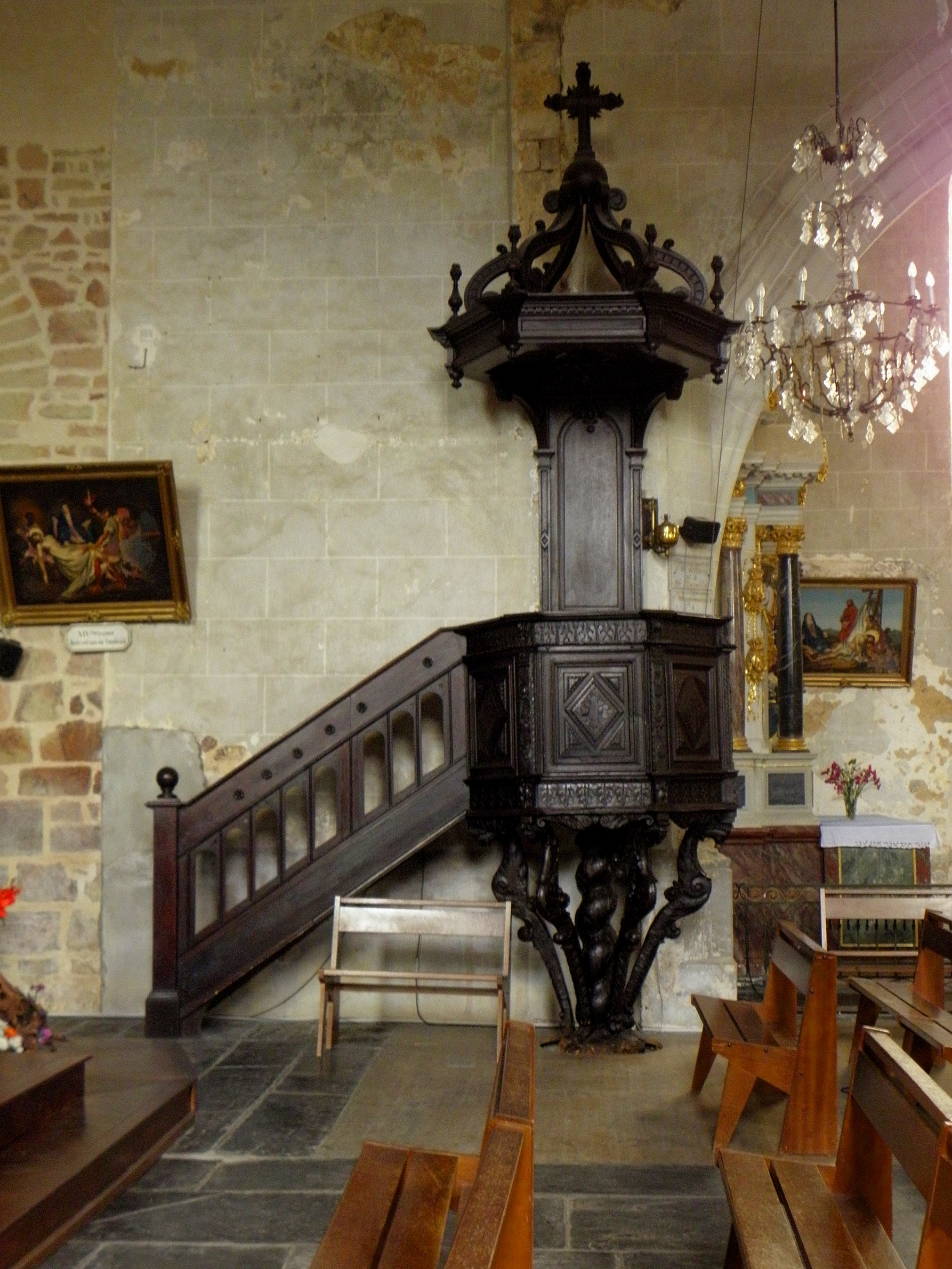
Kanzel

Von der Ausstattung ist die holzgeschnitzte Kanzel aus dem 16. Jahrhundert besonders erwähnenswert. Das rechteckige Taufbecken stammt aus dem 15. Jahrhundert. Das Bild über dem Hauptaltar zeigt eine Pietà mit dem Stifter zu ihren Füßen.

## Bleiglasfenster
Die Bleiglasfenster aus den 1890er Jahren, hergestellt in der Werkstatt Lecomte et Colin in Rennes, stellen Szenen aus dem Leben Marias und Jesu dar. 

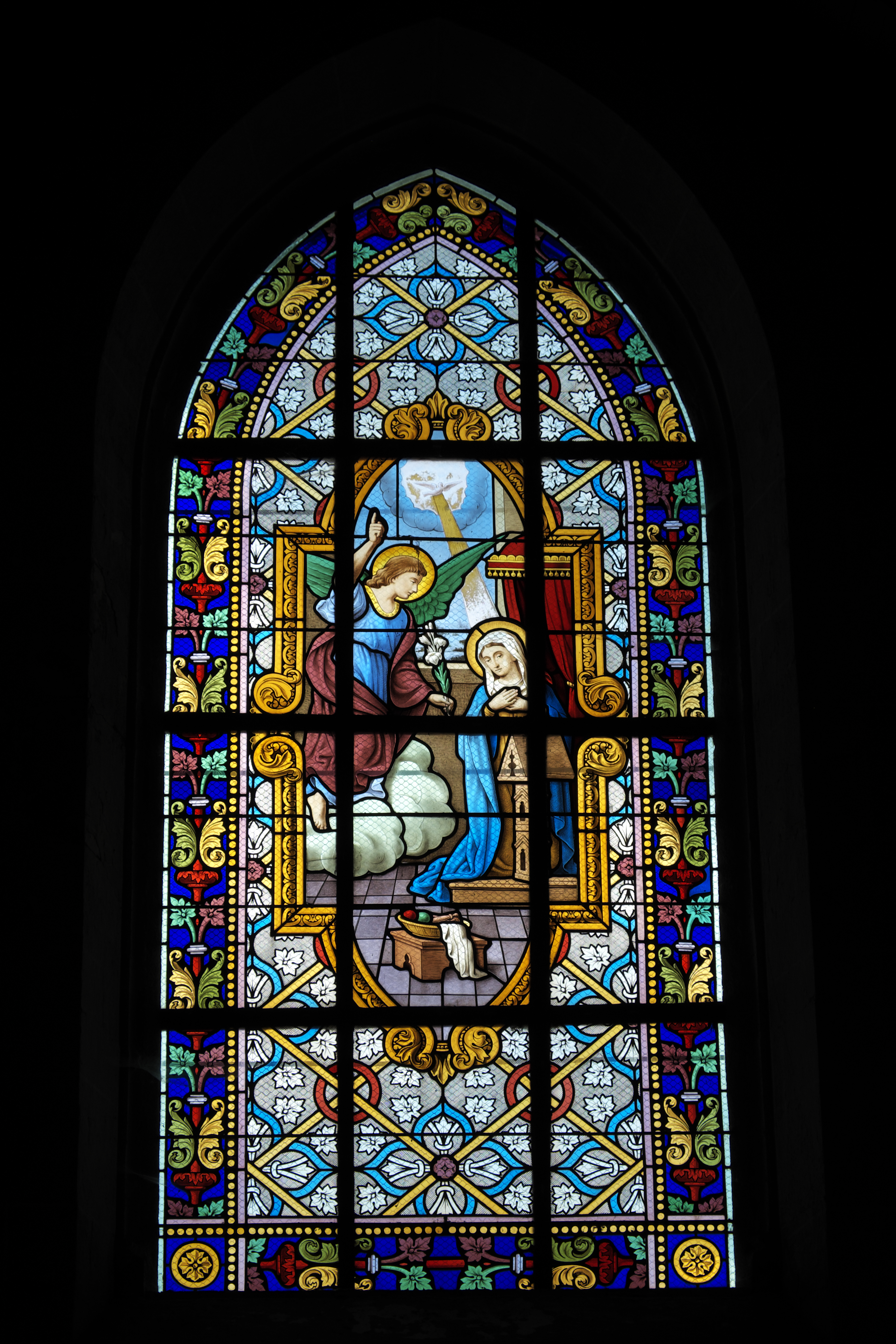
Mariä Verkündigung
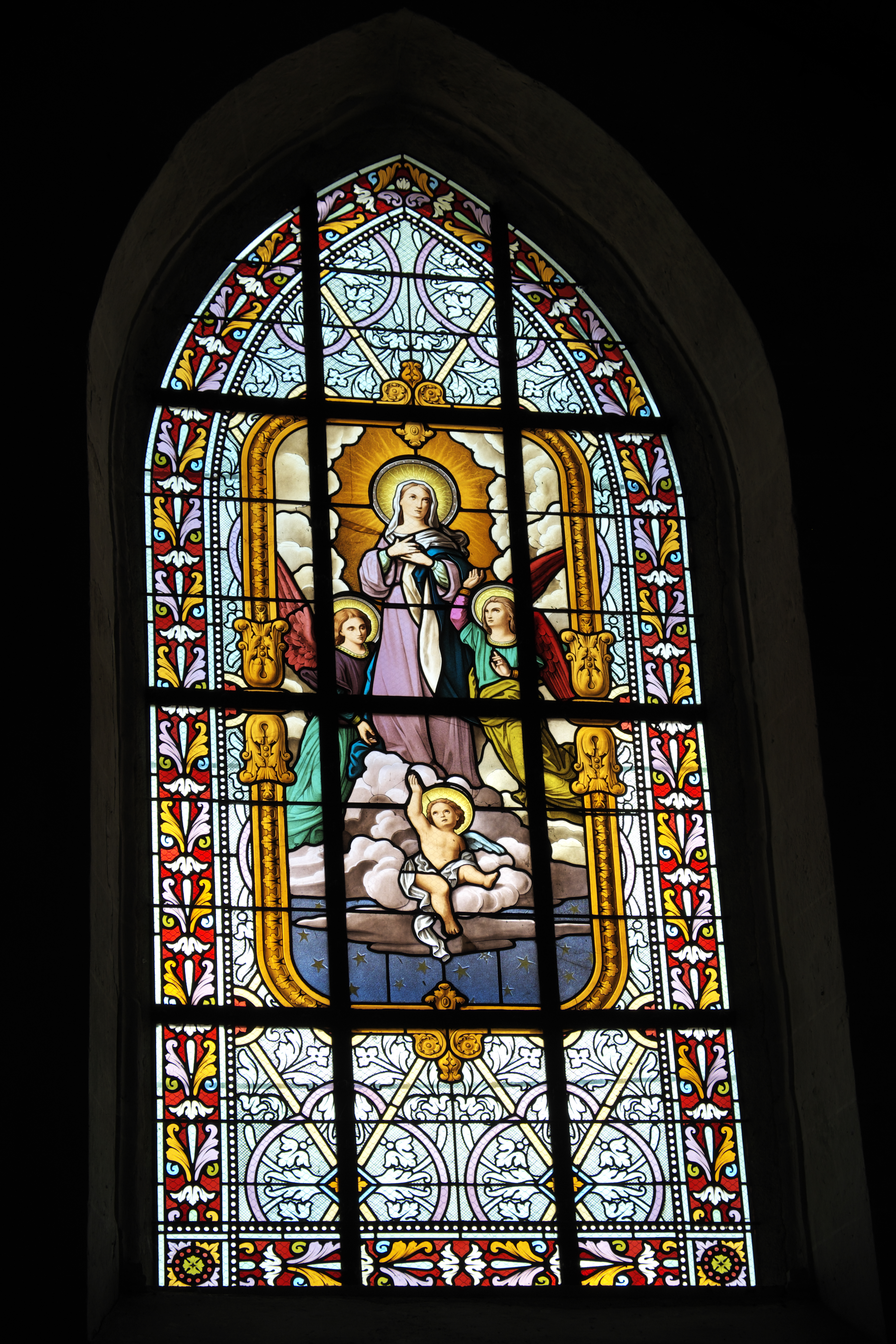
Mariä Himmelfahrt
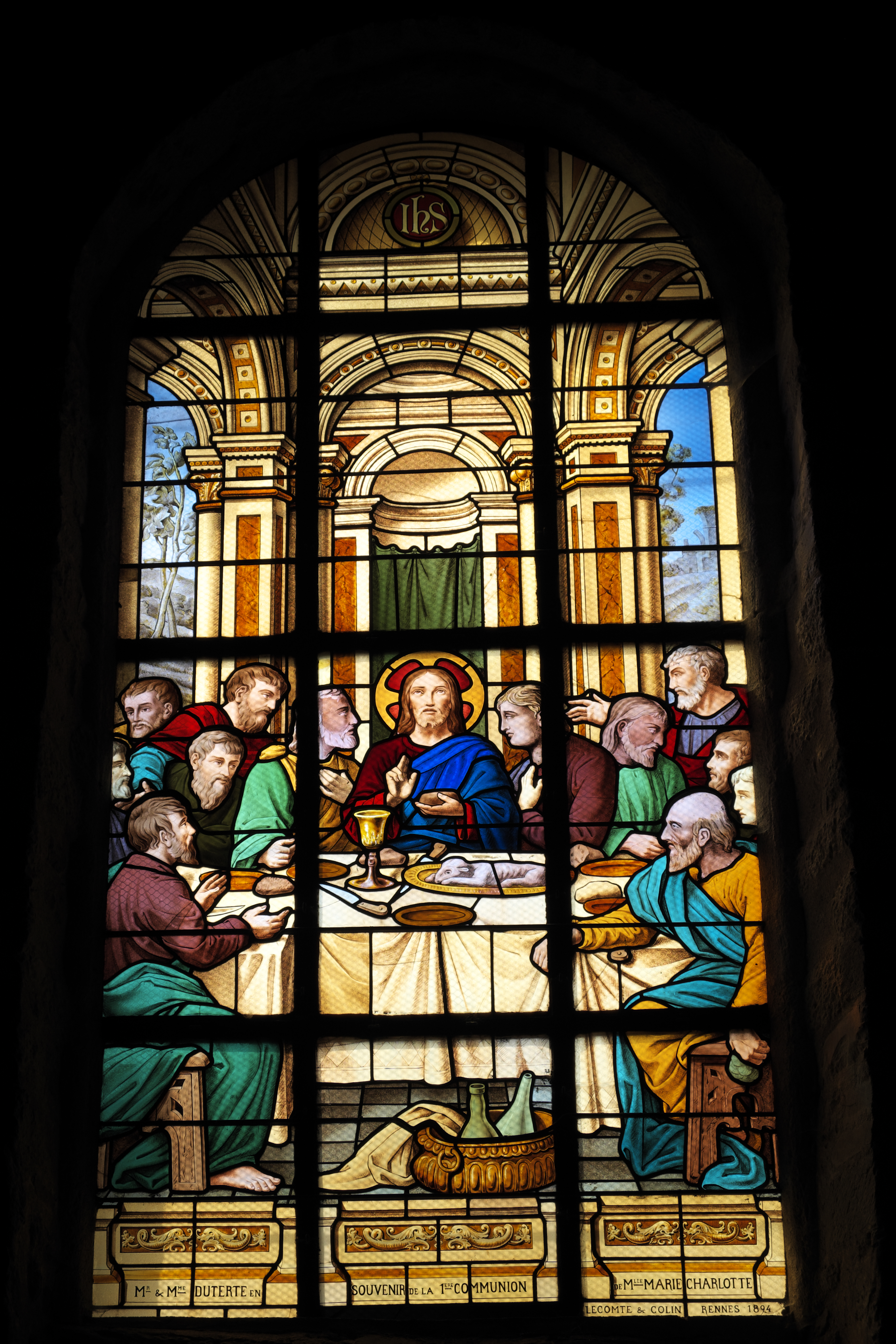
Abendmahl Jesu